# سیارک ۲۶۹۶۳
سیارک ۲۶۹۶۳ (به انگلیسی: 26963 Palorapavy، نامگذاری:1997PM4) بیست و شش هزار و نهصد و شصت و سومین سیارک کشف شده‌است که در ۱۳ اوت ۱۹۹۷ کشف شد.